# Hajdúhadházi kistérség
A Hajdúhadházi kistérség kistérség Hajdú-Bihar megyében, központja: Hajdúhadház.

## Települései
| Bocskaikert | Fülöp     | Hajdúhadház     | Hajdúsámson | Nyírábrány |
| Nyíracsád   | Nyíradony | Nyírmártonfalva | Téglás      | Újléta     |
| Vámospércs  |           |                 |             |            |

## Története
A 244/2003. (XII. 18.) Kormány rendelet 1. § (1) alapján a kistérség területfejlesztési-statisztikai területi egység, amely a közigazgatás területi feladatainak ellátásához szükséges illetékességi területek megállapításának is alapja.
A Hajdúhadházi kistérség  2004. január 1-jén jött létre, 11 település (Bocskaikert, Fülöp, Hajdúhadház, Hajdúsámson, Nyíradony, Nyíracsád, Nyírábrány, Nyírmártonfalva, Téglás, Újléta, Vámospércs) önkormányzatának elhatározása alapján.
A következő lépésként 2004. július 21-én a Magyar Köztársaság Alkotmányáról szóló 1949. évi XX. törvény 44/A. § (1) bekezdés h) pontja, a helyi önkormányzatokról szóló 1990. évi LXV. törvény 41. § (1) bekezdése, a helyi önkormányzatok társulásáról és együttműködéséről szóló 1997. évi CXXXV. törvény 16. §-a, valamint a területfejlesztésről és a területrendezésről szóló 1996. évi XXI. törvény alapján megalakult a Hajdúhadházi Területfejlesztési Kistérségi Társulás, amely csak területfejlesztési céllal jött létre.
Később, hosszas tárgyalások és egyeztetések után a közösségi szolgáltatások térségi szinten történő, kiegyenlített, magas színvonalú és minőségű ellátása érdekében a kistérség valamennyi települési önkormányzatának részvételével 2005. október 14-én a települési önkormányzatok többcélú kistérségi társulásáról szóló 2004. évi CVII. törvény alapján megalakult a Hajdúhadházi Többcélú Kistérségi Társulás.

## Lakónépesség alakulása
| Település       | Lélekszám (2009) |
| --------------- | ---------------- |
| Hajdúsámson     | 12 846           |
| Hajdúhadház     | 12 650           |
| Nyíradony       | 7 874            |
| Téglás          | 6 624            |
| Vámospércs      | 5 347            |
| Nyíracsád       | 3 873            |
| Nyírábrány      | 3 854            |
| Bocskaikert     | 2 964            |
| Nyírmártonfalva | 2 075            |
| Fülöp           | 1 767            |
| Újléta          | 1 063            |
| Összesen        | 60 937           |